# کاروانسرای مزینان
کاروانسرای مزینان معروف به کاروانسرای شاه عباسی مربوط به دوره صفوی است و در شهرستان داورزن، بخش مرکزی روستای مزینان واقع شده و این اثر در تاریخ ۲۵ شهریور ۱۳۶۳ با شمارهٔ ثبت ۱۶۶۴ به‌عنوان یکی از آثار ملی ایران به ثبت رسیده‌است.

## معماری
این بنا از خارج دارای یک پلان مستطیل شکل است که اضلاع شمالی و جنوبی آن طولانی‌تر از اضلاع شرقی و غربی آن است. ورودی بنا در میان یک ایوان رفیع واقع شده‌است که این ایوان در ضلع شمالی بنا قرار دارد و در طرفین ایوان در هر طرف سه طبقه طاقنما واقع شده که طاقنمای وسطی و آخری به صورت مربع می‌باشد. حال اینکه طاقنماهای طبقه اول و سوم به صورت مستطیل بوده که از طریق وروردی باریکی که این قوس هلالی روی آن زده شده به اتاقک انتهای آن راه پیدا می‌کنیم. در طرفین این طاقناها در هر طرف یک غرفه دو طبقه وجود دارد که هر دو دارای طاقنماها و قوسهای جناغی هستند.
از انتهای دیوار غرفه‌ها در طبقه دوم دو در گاهی به اتاق پشت غرفه‌ها نورمی دهند. قوس این در گاهی‌ها نیز هلالی هستند. در طرفین این غرفه‌ها نیز در هر طرف دو غرفه یک طبقه وجود دارد که در دیوار انتهای هر کدام از غرفه‌ها یک یا دو سراخ مستطیل شکل ۲۰*۱۰است که به طاقنمای غرفه نور می‌دهند.
در داخل ایوان بالای سر در کتیبه مربع شکل به ابعاد ۱*۱متر در وسط و داخل قاب ورودی در روی هر لچکی یک لوحه مستطیل به ابعاد۲۵*۶۰سانتیمتر نصب شده‌است. لوحه بزرگ وسطی و لوحه سمت راست از سنگ مرمر سفید و لوحه سمت چپ از سنگ خاکستری رنگ است. در طرفین ایوان دو سکو وجود دارد که هرکدام حدود یک متر از زمین ارتفاع دارند. داشتن ایوان‌های قرینه در مقابل یکدیگر و غرفه‌ها و طاقنماهای جناقی این بنارا مربوط به دوران صفویه کرده‌است.
بر اساس اولین گزارش منتشر شده باستانشناسی، این بنا به سال ۱۰۶۴هجری قمری توسط حاج محمد طالب فرزند حاج معین الدین محمد اصفهانی برسم سنت حسنه وقف، بر بازماندگان راه احداث گردیده‌است در سال ۱۲۸۳هجری قمری توسط حاج علی تقی تاجر کاشانی مرمت گردیده و سپس به سال ۱۳۱۸توسط حاج محمد علی آقا فرزند حاج علی تقی کاشانی ترمیم گردیده‌است.

## ثبت در فهرست میراث جهانی
در ۲۶ شهریور ۱۴۰۲ در جریان چهل و پنجمین اجلاس کمیته میراث جهانی یونسکو در ریاض، کاروانسرای مزینان به‌همراه ۵۳ کاروانسرای تاریخی دیگر (جمعاً ۵۴ کاروانسرا در ۲۴ استان ایران) تحت عنوان کاروانسراهای ایرانی در فهرست میراث جهانی قرار گرفتند. این مجموعه جهانی به عنوان بیستمین و هفتمین اثر جهانی کشور ایران شناخته می‌شود.

## نگارخانه

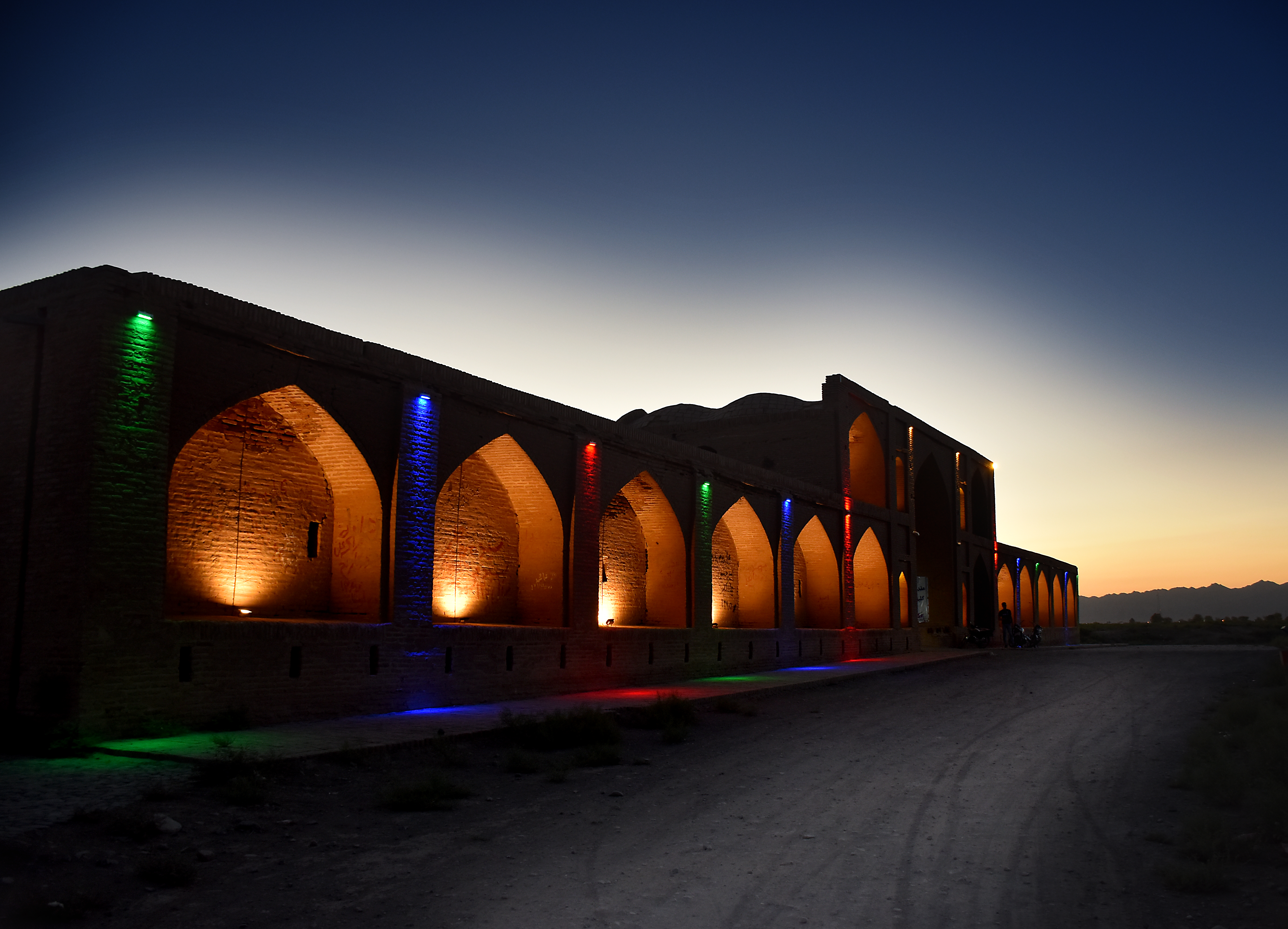
کاروانسرا در شب
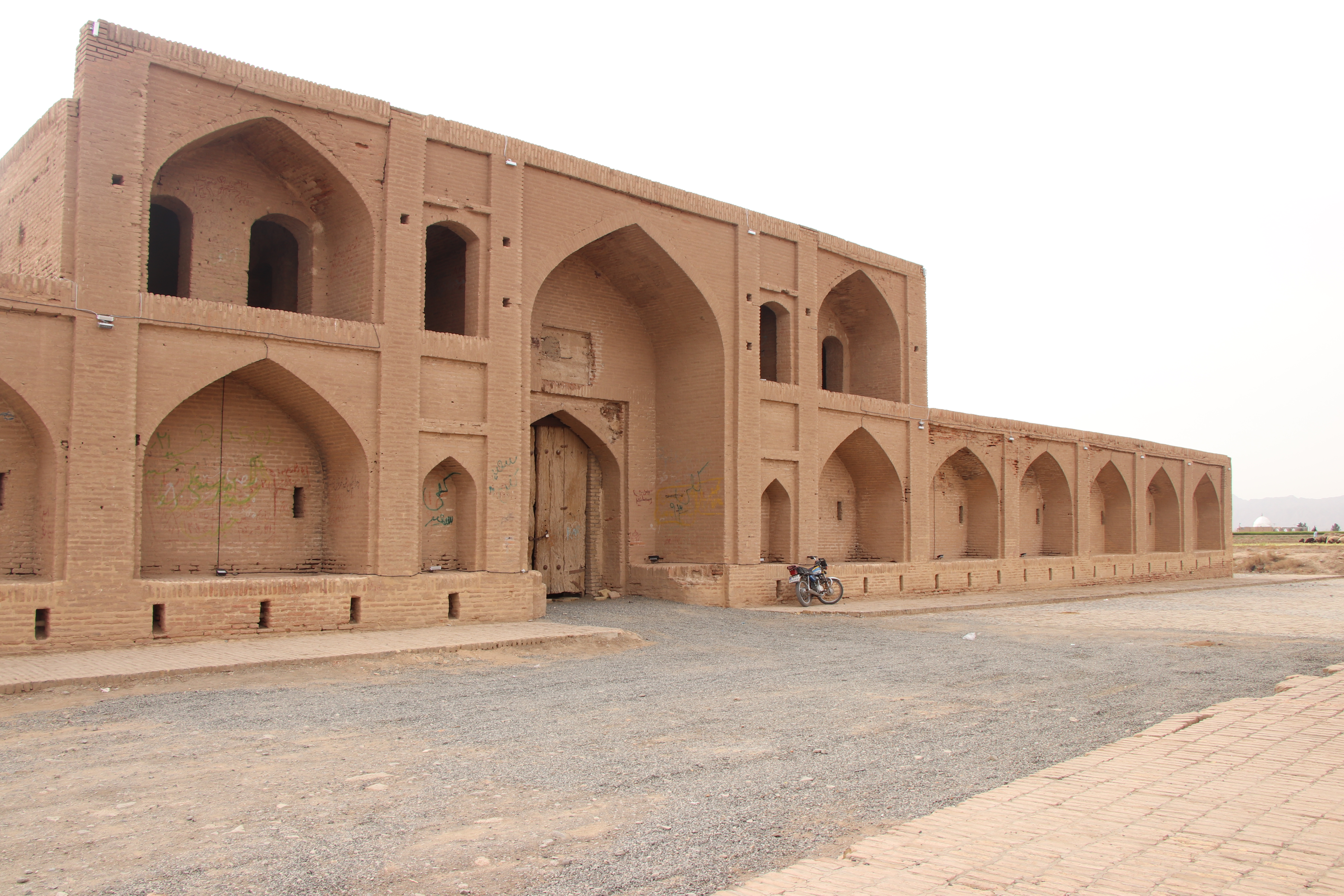
کاروانسرا
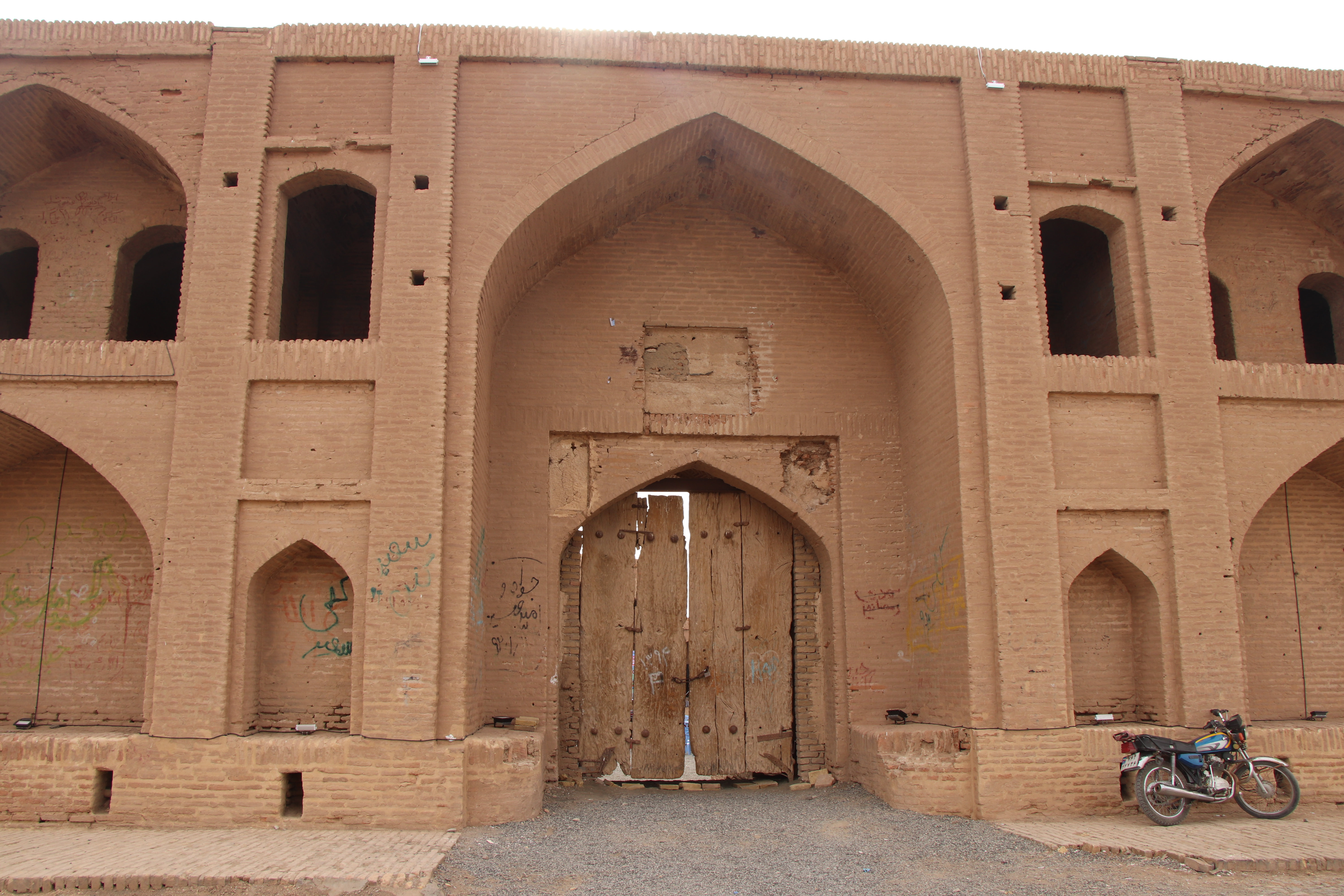
نمای نزدیک